# Nomada velutina
Nomada velutina är en biart som beskrevs av Swenk 1913. Nomada velutina ingår i släktet gökbin, och familjen långtungebin. Inga underarter finns listade i Catalogue of Life.